# Decalcomanie
Decalcomanie (van Frans décalquer, 'overtrekken') is een techniek om een afbeelding die is aangebracht op een oppervlak dat met een bepaalde verf-, kleur- of inktstof bewerkt is – soms overdekt met een lijmlaag – (in spiegelbeeld) over te brengen op een ander oppervlak.
Oorspronkelijk was het een druktechniek – meestal een vlakdruktechniek – om een voorstelling over te brengen op een drager als keramiek, hout, koper of een ander metaal. Decalcomanie werd onder andere gebruikt om voorwerpen die niet rechtstreeks bedrukt konden worden – bijvoorbeeld naaimachines of lampekappen – van een voorstelling of tekst te voorzien.
De surrealisten gebruikten de techniek om onbewuste maar fascinerende beelden te scheppen door een abstracte of nauwelijks herkenbare voorstelling in verf, inkt of kleurstof over te brengen van een bronmateriaal (meestal papier, soms ook een gravure) op een doelmateriaal (meestal papier of canvas). De kunstenaar kon daarbij een monochrome aanpak volgen of meerdere kleuren gebruiken, het materiaal heen en weer bewegen of dubbelvouwen om bepaalde effecten te bereiken, buitenissige materialen gebruiken enzovoort.
Het woord wordt op verschillende manieren gebruikt:
- als aanduiding voor de overbrengingstechniek;
- als aanduiding voor het bronmateriaal: het met verf, inkt of kleurstof bedekte materiaal dat wordt afgedrukt op een ander materiaal. Dit bronmateriaal wordt bij bepaalde toepassingen ook wel 'decalco', 'decalqueerplaatje' of 'plakplaatje' genoemd;
- als aanduiding voor het resultaat van de overbrengingstechniek, bijvoorbeeld: het surrealistische kunstwerk.

## Geschiedenis
De oorsprong van de techniek is onzeker. De techniek is mogelijk ontwikkeld in Engeland of Rusland in de achttiende eeuw.
Rond 1875 kwam decalcomanie in zwang als decoratietechniek. Voorstellingen werden op papier aangebracht en overgebracht op geglazuurde keramiek of op industrieel vervaardigde voorwerpen. Er waren bedrijven die zich in deze techniek specialiseerden. Deze techniek maakte meerkleurenopdrukken en gedetailleerdere voorstellingen mogelijk.
Óscar Domínguez was de eerste die – in 1936, in de nadagen van het surrealisme – het procedé als surrealistische techniek toepaste. Hij gebruikte voor de overbrenging waterverf op papier of glas zonder duidelijke voorstelling. De techniek werd ook gebruikt door andere surrealisten als Max Ernst, Hans Bellmer en Remedios Varo. In Nederland werd de techniek gebruikt door medewerkers aan het surrealistische tijdschrift De Schone Zakdoek (1941-1944) als Emiel van Moerkerken, Louis Th. Lehmann, Carry van den Heuvel (een vriendin van Lehmann), Cornelia (Cok) Brinkman en Gertrude Pape. Het genoemde tijdschrift bevat een flink aantal decalcomanieën.
De techniek van decalcomanie wordt soms gebruikt om fractals te vervaardigen.

## Geraadpleegde literatuur
- Het geheugen van Nederland (decalcomanie)
- Keith Aspley, Historical Dictionary of Surrealism, Plymouth: Scarecrow Press Inc. 2010
- WNT-artikel 'decalcomanie'
- Piet Calis, Het ondergronds verwachten. Schrijvers en tijdschriften tussen 1941 en 1945, Amsterdam: Meulenhoff 1989
- 'Origins of Transfer Ornamentation', webtekst van het Canada Science and Technology Museum.